# گرگ‌ومیش (فیلم ۱۹۴۰)
گرگ‌ومیش (انگلیسی: Twilight) یک فیلم به کارگردان رودولف فن در نوس است که در سال ۱۹۴۰ منتشر شد.